# Francesco I Ventimiglia
Francesco Ventimiglia Filangieri, conte di Geraci (1280 – 1338), è stato un nobile, politico e militare italiano del XIV secolo.

## Biografia
Nato nel 1280 da Aldoino e da Giacoma Filangieri, ereditò dal nonno paterno Enrico il possesso di numerosi beni e feudi di famiglia in Liguria e in Sicilia, e gli succedette nel titolo di Conte di Geraci e di quelli ad esso collegati, poiché il padre morì prima di lui. Nel 1315, sposò Costanza Chiaramonte Mosca, figlia di Manfredi, conte di Modica, che ripudiò dieci anni più tardi per non avergli dato figli. Si legò ad un'altra donna, Margherita Consolo, zia omonima della moglie di Federico de Antiochia dei conti di Capizzi, da cui ebbe nove figli, che legittimò dopo averla sposata. Fu inoltre padre di cinque figli naturali avuti da altre relazioni prima di sposarsi.
Investito di tutti i beni e gli Stati di famiglia nel 1311, acquistò numerosi castelli, terre e vassallaggi, tra cui Caronia, Collesano, Pollina, Regiovanni, Sperlinga e Tusa. Fondatore nel 1317 del castello di Castelbuono, nel Val Demone, su un'area cedutagli dalla Diocesi di Patti, dove già insisteva il casale e torre di Ypsigro, il Ventimiglia fu a quel tempo il feudatario più ricco della Sicilia con un reddito annuale di 1.500 onze.
Il Conte di Geraci fu militare e diplomatico al servizio del re Federico III di Sicilia, per il quale nel luglio 1318 svolse la funzione di ambasciatore ad Avignone presso papa Giovanni XXII. Nel 1310 fu in battaglia nell'isola di Gerba, da dove riportò in Sicilia alcuni schiavi; nel 1316, fu alla difesa di Marsala dall'assalto degli Angioini, e promosse fra i feudatari del Val di Mazara l'offerta alla Corona dell'armamento di trenta galee per la difesa del Regno. Nel 1318, per incarico del Re, fu con l'arcivescovo di Palermo, Francesco de Antiochia, a capo di una missione per trattare la pace con Giacomo II d'Aragona dal Papa, al quale fra l'altro illustrò la genealogia dei sovrani siciliani come diretti discendenti dei sovrani svevi, ottenendone vantaggi per sé e per i suoi familiari.
In conflitto con i Chiaramonte dopo il suo ripudio ai danni della moglie Costanza, nel 1332 il cognato Giovanni II Chiaramonte gli tese un agguato a Palermo in cui riportò una ferita al capo. Dopo la morte nel 1337 del Re Federico - che l'anno precedente aveva confermato a vita il Ventimiglia nell'ufficio di maggior camerario e lo indicava poi come uno dei suoi esecutori testamentari - il Conte di Geraci si ritirò nei suoi domini feudali da ogni attività politica, poiché il successore, Pietro II, concesse molti poteri ai Palizzi e ai Chiaromonte, a danno dei Ventimiglia e dei loro alleati, gli Antiochia. Inviò alla corte regia il figlio Francesco, detto Franceschello, il quale venne imprigionato dai Palizzi assieme al suo segretario, Ribaldo Rosso, che sottoposto a tortura confessò che Francesco Ventimiglia e Federico Antiochia tramavano contro il sovrano.
Il Conte di Geraci, su cui pendeva l'accusa di fellonia, fu per questo condannato a morte con sentenza della Magna Regia Curia riunita il 30 dicembre 1337 a Nicosia. Il re Pietro II di Sicilia, il 2 gennaio 1338 assediò Geraci con l'esercito da lui stesso guidato, e il Ventimiglia, uscì dal suo castello con una mazza di ferro in mano, ma quando tentò di ritornare trovò la strada sbarrata e, inseguito dai nemici, fu costretto alla fuga e morì dopo essere precipitato in un burrone. Il cadavere di Francesco Ventimiglia venne denudato e vilipeso dal catalano Francesco di Vallgornera, signore di Godrano, e dai suoi soldati, che per dimostrare al Re di averlo ucciso, infilzarono le loro lance sul suo corpo.
Dopo la sua morte, tutti i suoi beni furono confiscati dall'autorità regia e divisi fra i vincitori: la Contea di Geraci alla regina Elisabetta di Carinzia, Caronia a Matteo Palizzi, Collesano e Gratteri a Damiano Palizzi, mentre l'immenso patrimonio fu distribuito in gran parte ai familiari e agli amici del Re. I figli Emanuele († 1362) e Francesco († 1387), nel 1354 ottennero la restituzione dei beni confiscati al padre da parte del re Ludovico di Sicilia.